# Division II i ishockey 1971/1972
Division II i ishockey 1971/1972 var andradivisionen i svensk ishockey under säsongen 1971/1972 och spelades i åtta serier med tio lag i varje, totalt 80 lag. Segrande lag i respektive serie gick vidare till kval om en plats i Division I nästa säsong. De sämsta lagen i varje serie flyttades ner till Division III.

## Lagen
Sedan förra säsongen hade fyra lag flyttats ner från Allsvenskan, nämligen Sundsvallslaget Heffners/Ortvikens IF, Skellefteå AIK, Västerås IK och Fagersta AIK. Följande lag hade flyttat upp från Division III: BK Remo (Södertälje), Gävle GIK, Hemsta IF (Gävle), HV 71, IFK Kristinehamn, IK Skäret (Limhamn), IK Westmannia (Köping), Kvarnsvedens GIF (Borlänge), Mariestad BoIS, Munksund/Skuthamns SK (Piteå), Mölndals IF, Nordingrå SK (Kramfors), Oskarshamn AIK/IFK, Spånga IS, Stocksunds IF (Danderyd) och Västerviks IK.
Mölndals IF hade vunnit Division III Västra F under namnet FSR Mölndal och sedan bytt namn. HV 71 var en sammanslagning av Jönköpingslagen Husqvarna IF och Vätterstads IF som tagit över Husqvarnas plats i Division II som de tagit genom att de vann Division III Södra C föregående säsong. Västerviks IK var helt nybildade och hade tagit över Västerviks AIS plats sedan de vann Division III Södra B och sedan bestämt sig för att lägga ner sin ishockeysektion.
Sedan förra säsongen hade Östers IF gått ihop med Växjö IK och bildat Växjö HC som övertagit Östers plats i serien.

## Division II Norra
Grupp A
Skellefteå hade gått mellan Allsvenskan och Division II flera säsonger i rad och inför säsongsstarten fanns det inga tvivel om favoritskapet. Boden och Luleå sågs som de enda lag som hade en chans att utmana. Inledningsvis hängde Boden också med bra. I december stod den första seriefinalen i Skellefteå. Inför rekordpublik, 5 470 åskådare, besegrade Skellefteå Boden med 4–2. Efter det utökades bara ledningen och till slut vann Skellefteå serien med 11 poängs marginal. I botten av serien låg flera klassiska lag illa till. Rönnskär, med tre allsvenska säsonger bakom sig, hamnade under nedflyttningsstrecket några omgångar tidigt i serien. Därefter var det lokalkonkurrenten Clemensnäs (med två allsvenska säsonger på meritlistan) tur att ligga på nedflyttningsplats i sju omgångar innan de kunde reda ut sin situation. Till slut blev det IFK Kiruna som placerade sig näst sist tillsammans med nykomlingen Munksund. Kiruna klarade sig trots allt från nedflyttning genom en gratisplats till nästa säsong. Skellefteås Per Johansson vann skytteligan med 31 mål.
| Nr | Lag                   | S  | V  | O | F  | GM  | IM  | MS   | P  |
| -- | --------------------- | -- | -- | - | -- | --- | --- | ---- | -- |
| 1  | Skellefteå AIK        | 18 | 16 | 2 | 0  | 142 | 56  | +86  | 34 |
| 2  | Kiruna AIF            | 18 | 10 | 1 | 7  | 110 | 77  | +33  | 21 |
| 3  | Bodens BK             | 18 | 10 | 1 | 7  | 91  | 80  | +11  | 21 |
| 4  | Piteå IF              | 18 | 9  | 2 | 7  | 90  | 85  | +5   | 20 |
| 5  | IFK Luleå             | 18 | 9  | 1 | 8  | 96  | 81  | +15  | 19 |
| 6  | Medle SK              | 18 | 9  | 1 | 8  | 67  | 81  | −14  | 19 |
| 7  | Rönnskärs IF          | 18 | 8  | 1 | 9  | 85  | 78  | +7   | 17 |
| 8  | Clemensnäs IF         | 18 | 7  | 2 | 9  | 81  | 79  | +2   | 16 |
| 9  | IFK Kiruna            | 18 | 5  | 2 | 11 | 75  | 93  | −18  | 12 |
| 10 | Munksund/Skuthamns SK | 18 | 0  | 1 | 17 | 40  | 167 | −127 | 1  |

Grupp B
Inför säsongen var förväntningarna att Heffners (Sundsvall), Teg (Umeå) eller Tunadal (Sundsvall) skulle vinna serien. Förväntningarna infriades och Heffners och Teg låg omväxlande i serieledning hela säsongen. Inför sista omgången låg Teg ett poäng före Heffners med bättre målskillnad. Sista matchen var mot Tunadal och med tio minuter kvar av matchen kunde man göra 2–1 och avgöra matchen och serien. Järveds Bengt Norberg vann skytteligan med 18 mål. 

| Nr | Lag                   | S  | V  | O | F  | GM  | IM  | MS  | P  |
| -- | --------------------- | -- | -- | - | -- | --- | --- | --- | -- |
| 1  | Tegs SK               | 18 | 15 | 1 | 2  | 116 | 41  | +75 | 31 |
| 2  | Heffners/Ortvikens IF | 18 | 14 | 2 | 2  | 119 | 50  | +69 | 30 |
| 3  | Tunadals IF           | 18 | 12 | 1 | 5  | 85  | 64  | +21 | 25 |
| 4  | Östersunds IK         | 18 | 11 | 0 | 7  | 89  | 76  | +13 | 22 |
| 5  | Granö IF              | 18 | 8  | 1 | 9  | 71  | 71  | 0   | 17 |
| 6  | Järveds IF            | 18 | 6  | 2 | 10 | 69  | 82  | −13 | 14 |
| 7  | Örnsköldsviks SK      | 18 | 5  | 3 | 10 | 43  | 58  | −15 | 13 |
| 8  | Nordingrå SK          | 18 | 5  | 1 | 12 | 54  | 105 | −51 | 11 |
| 9  | Sollefteå IK          | 18 | 4  | 1 | 13 | 47  | 95  | −48 | 9  |
| 10 | KB 65                 | 18 | 3  | 2 | 13 | 49  | 100 | −51 | 8  |

## Division II Östra
Grupp A
Bollnäs hade förstärkts med Lars-Åke Sivertsson och Lasse Hedenström från Brynäs som tillsammans hade 11 SM-guld, vilket gjorde Bollnäs till favoriter. Men det blev Strömsbro som tog hem segern efter att bara tappat ett enda poäng under vintern. I botten av serietabellen placerades sig nykomlingarna Hemsta och Kvarnsveden som båda flyttades ner till Division II efter bara en säsong. Strömsbros Lars-Göran Gerdin vann skytteligan med 20 gjorda mål.
| Nr | Lag              | S  | V  | O | F  | GM  | IM  | MS   | P  |
| -- | ---------------- | -- | -- | - | -- | --- | --- | ---- | -- |
| 1  | Strömsbro IF     | 18 | 15 | 1 | 2  | 149 | 56  | +93  | 31 |
| 2  | Bollnäs IS       | 18 | 13 | 2 | 3  | 109 | 50  | +59  | 28 |
| 3  | Malungs IF       | 18 | 12 | 1 | 5  | 91  | 67  | +24  | 25 |
| 4  | Falu IF          | 18 | 10 | 3 | 5  | 71  | 57  | +14  | 23 |
| 5  | Hofors IK        | 18 | 10 | 1 | 7  | 113 | 86  | +27  | 21 |
| 6  | Gävle GIK        | 18 | 8  | 3 | 7  | 100 | 74  | +26  | 19 |
| 7  | Ljusne AIK       | 18 | 6  | 1 | 11 | 97  | 100 | −3   | 13 |
| 8  | Storviks IF      | 18 | 4  | 1 | 13 | 63  | 130 | −67  | 9  |
| 9  | Hemsta IF        | 18 | 2  | 2 | 14 | 63  | 163 | −100 | 6  |
| 10 | Kvarnsvedens GIF | 18 | 2  | 1 | 15 | 71  | 144 | −73  | 5  |

Grupp B
Serien blev jämn och spännande och avgörandet kom först i näst sista omgången då Almtuna mötte Huddinge och spelade oavgjord vilket räckte för serieseger. Nykomlingen BK Remo överraskade med en andraplats medan Hammarby blev en negativ överraskning trots ny tränare och flera nya förstärkningar i laget. Almtunas Roger Lundström vann skytteligan med 20 gjorda mål.
| Nr | Lag           | S  | V  | O | F  | GM  | IM  | MS  | P  |
| -- | ------------- | -- | -- | - | -- | --- | --- | --- | -- |
| 1  | Almtuna IS    | 18 | 10 | 7 | 1  | 113 | 57  | +56 | 27 |
| 2  | BK Remo       | 18 | 12 | 1 | 5  | 88  | 55  | +33 | 25 |
| 3  | Hammarby IF   | 18 | 8  | 7 | 3  | 88  | 57  | +31 | 23 |
| 4  | Huddinge IK   | 18 | 9  | 5 | 4  | 81  | 51  | +30 | 23 |
| 5  | Väsby IK      | 18 | 9  | 4 | 5  | 61  | 40  | +21 | 22 |
| 6  | IK Göta       | 18 | 8  | 3 | 7  | 65  | 75  | −10 | 19 |
| 7  | Tranebergs IF | 18 | 6  | 4 | 8  | 62  | 75  | −13 | 16 |
| 8  | Stocksunds IF | 18 | 6  | 1 | 11 | 55  | 99  | −44 | 13 |
| 9  | IF Cobran     | 18 | 2  | 2 | 14 | 51  | 79  | −28 | 6  |
| 10 | Spånga IS     | 18 | 2  | 2 | 14 | 50  | 126 | −76 | 6  |

## Division II Västra
Grupp A
Efter sexton säsonger i Allsvenskan hade Västerås flyttats ner till Division II och var nu storfavoriter till seriesegern. Hårdaste konkurrenten var Fagersta som också flyttats ner från högsta serien efter en säsong där. Västerås vann serien ganska enkelt med bara en enda förlorad match (mot Westmannia) och nio poängs marginal till Fagersta på andraplatsen. Seriens mest uppmärksammade spelare tillika vinnare av skytteligan blev Lindesbergs Lars-Erik Eriksson som gjorde 30 mål under säsongen. Avesta drabbades av Hongkonginfluensan så illa att de bara hade tre tillgängliga spelare inför matchen mot Fagersta borta. Domarna var på plats och gjorde ett nedsläpp och enligt Svenska Ishockeyförbundets regler skulle Avesta blivit uteslutna ur serien, men efter utredning tilldömdes Fagersta två poäng och resultatet fastställdes till 0–0 utan att Avesta uteslöts.
| Nr | Lag               | S  | V  | O | F  | GM  | IM  | MS   | P  |
| -- | ----------------- | -- | -- | - | -- | --- | --- | ---- | -- |
| 1  | Västerås IK       | 18 | 17 | 0 | 1  | 135 | 33  | +102 | 34 |
| 2  | Fagersta AIK      | 18 | 12 | 1 | 5  | 111 | 66  | +45  | 25 |
| 3  | IFK Lindesberg    | 18 | 10 | 2 | 6  | 103 | 75  | +28  | 22 |
| 4  | Avesta BK         | 18 | 9  | 1 | 8  | 81  | 78  | +3   | 19 |
| 5  | Skultuna IS       | 18 | 8  | 0 | 10 | 86  | 95  | −9   | 16 |
| 6  | Enköpings SK      | 18 | 6  | 3 | 9  | 63  | 92  | −29  | 15 |
| 7  | Guldsmedshytte SK | 18 | 5  | 4 | 9  | 50  | 78  | −28  | 14 |
| 8  | IK Westmannia     | 18 | 6  | 2 | 10 | 72  | 101 | −29  | 14 |
| 9  | Ludvika FfI       | 18 | 4  | 3 | 11 | 39  | 83  | −44  | 11 |
| 10 | Säters IF         | 18 | 4  | 2 | 12 | 61  | 102 | −41  | 10 |

Grupp B
Serien bedömdes i förväg bli en ganska öppen historia när inte storlag som Färjestad och Karlskoga lägre var med. Grums hade lite fler favorittips än övriga lag och efter att gått halvvägs genom serien utan poängförlust såg det ut som en enkel match för dem. Efter en svacka mitt i serien kunde de samla sig igen och spela hem segern. Största överraskningen blev Tibro som helt otippade spelade hem andraplatsen. I botten stred Skövde och med nykomlingarna Kristinehamn för att undvika att hamna på nedflyttningsplats. Skövde gick till slut segrande ur striden och Kristinehamn fick återvända till Division II tillsammans med det sedan tidigt avsågade Göteborgslaget Vasa.
| Nr | Lag              | S  | V  | O | F  | GM  | IM | MS  | P  |
| -- | ---------------- | -- | -- | - | -- | --- | -- | --- | -- |
| 1  | Grums IK         | 18 | 14 | 1 | 3  | 109 | 40 | +69 | 29 |
| 2  | Tibro IK         | 18 | 12 | 1 | 5  | 77  | 58 | +19 | 25 |
| 3  | Forshaga IF      | 18 | 10 | 1 | 7  | 88  | 59 | +29 | 21 |
| 4  | Mölndals IF      | 18 | 7  | 3 | 8  | 69  | 69 | 0   | 17 |
| 5  | Deje IK          | 18 | 8  | 1 | 9  | 84  | 92 | −8  | 17 |
| 6  | Borås HC         | 18 | 7  | 3 | 8  | 75  | 83 | −8  | 17 |
| 7  | Mariestad BoIS   | 18 | 7  | 3 | 8  | 51  | 80 | −29 | 17 |
| 8  | Skövde IK        | 18 | 7  | 1 | 10 | 77  | 84 | −7  | 15 |
| 9  | IFK Kristinehamn | 18 | 6  | 2 | 10 | 58  | 84 | −26 | 14 |
| 10 | Vasa HC          | 18 | 3  | 2 | 13 | 55  | 94 | −39 | 8  |

## Division II Södra
Grupp A
Kampen stod mellan Norrköping och Örebro och båda lagen höll spänningen vid liv genom att tappa onödiga poäng till lag längre ner i tabellen. Inför sista omgången hade Norrköping ett poängs försprång vilket de lyckades behålla genom besegra Vimmerby hemma i sista omgången. Norrköpings andra serieseger under de fem år som de funnits. Vimmerby var annars seriens överraskning och slutade på en tredjeplats. Nybildade Husqvarna/Vätterstad från Jönköping blev en besvikelse. Många hade förväntat sig att de skulle slåss i toppen av serien, men de fick kämpa i botten och slutade på en sjundeplats. Norrköpings Christer Juresta vann skytteligan med 21 gjorda mål.
| Nr | Lag                | S  | V  | O | F  | GM  | IM  | MS  | P  |
| -- | ------------------ | -- | -- | - | -- | --- | --- | --- | -- |
| 1  | IFK/IKS Norrköping | 18 | 14 | 2 | 2  | 108 | 46  | +62 | 30 |
| 2  | Örebro SK          | 18 | 13 | 3 | 2  | 106 | 53  | +53 | 29 |
| 3  | Vimmerby IF        | 18 | 11 | 1 | 6  | 86  | 72  | +14 | 23 |
| 4  | Nyköpings BoIS     | 18 | 8  | 4 | 6  | 74  | 72  | +2  | 20 |
| 5  | Boro/Landsbro IF   | 18 | 10 | 0 | 8  | 76  | 84  | −8  | 20 |
| 6  | BK Kenty           | 18 | 6  | 3 | 9  | 56  | 63  | −7  | 15 |
| 7  | HV71               | 18 | 6  | 2 | 10 | 82  | 101 | −19 | 14 |
| 8  | Tranås AIF         | 18 | 6  | 2 | 10 | 57  | 78  | −21 | 14 |
| 9  | GoIF Linden        | 18 | 5  | 0 | 13 | 66  | 92  | −26 | 10 |
| 10 | Västerviks IK      | 18 | 2  | 1 | 15 | 55  | 105 | −50 | 5  |

Grupp B
Nybro gick genom serien med bara två tappade poäng, mycket tack vare unga spelare som Sven-Åke Rudby och Steffan Andersson. Växjö jagade länge Nybro och var det första laget som lyckades tvinga till sig ett poäng från dem. Det nybildade Växjölaget höll dock inte i längden och innan serien var över fick man även lämna andraplatsen till Gislaved. Halmstads Lars Noaksson vann skytteligan med 30 gjorda mål.
| Nr | Lag                | S  | V  | O | F  | GM  | IM  | MS  | P  |
| -- | ------------------ | -- | -- | - | -- | --- | --- | --- | -- |
| 1  | Nybro IF           | 18 | 16 | 2 | 0  | 100 | 40  | +60 | 34 |
| 2  | Gislaveds SK       | 18 | 11 | 2 | 5  | 99  | 64  | +35 | 24 |
| 3  | Växjö HC           | 18 | 11 | 2 | 5  | 88  | 57  | +31 | 24 |
| 4  | Halmstads HK       | 18 | 11 | 0 | 7  | 99  | 67  | +32 | 22 |
| 5  | Malmö FF           | 18 | 9  | 1 | 8  | 85  | 74  | +11 | 19 |
| 6  | IF Troja           | 18 | 9  | 0 | 9  | 85  | 96  | −11 | 18 |
| 7  | IK Skäret          | 18 | 7  | 0 | 11 | 50  | 82  | −32 | 14 |
| 8  | Skillingaryds IS   | 18 | 5  | 2 | 11 | 52  | 71  | −19 | 12 |
| 9  | Tyringe SoSS       | 18 | 3  | 1 | 14 | 47  | 90  | −43 | 7  |
| 10 | Oskarshamn AIK/IFK | 18 | 2  | 2 | 14 | 46  | 110 | −64 | 6  |

## Kvalspel till Division I
Nytt för säsongen var att det näst sista laget från nedflyttningsserien deltog i kvalserien och därmed fick en chans att försvara sin plats i Division I. 
Norra kvalserien till Division I
Den norra kvalserien vanns klart av Skellefteå, som därmed flyttades upp till Division I nästa säsong. Tvåa kom Modo som därmed försvarade in plats i högsta serien. Dessa två lag ledde så stort efter sex omgångar att serien avbröts och de resterande matcherna ställdes in.
| Nr | Lag            | S | V | O | F | GM | IM | MS  | P  |
| -- | -------------- | - | - | - | - | -- | -- | --- | -- |
| 1  | Skellefteå AIK | 6 | 6 | 0 | 0 | 37 | 16 | +21 | 12 |
| 2  | MoDo AIK       | 6 | 5 | 0 | 1 | 35 | 16 | +19 | 10 |
| 3  | Tegs SK        | 6 | 2 | 0 | 4 | 19 | 24 | −5  | 4  |
| 4  | Strömsbro IF   | 5 | 1 | 0 | 4 | 22 | 31 | −9  | 2  |
| 5  | Almtuna IS     | 5 | 0 | 0 | 5 | 13 | 39 | −26 | 0  |

Södra kvalserien till Division I
Södra kvalserien vanns av Västerås som återtog en plats i Allsvenskan efter en säsong i tvåan. Andraplatsen togs av Mora som därmed försvarade sin plats i högsta serien. Matchen Nybro–Grums ställdes in då utgången inte kunde påverka vilka lag som skulle få platserna i Division I.
| Nr | Lag                | S | V | O | F | GM | IM | MS  | P  |
| -- | ------------------ | - | - | - | - | -- | -- | --- | -- |
| 1  | Västerås IK        | 8 | 6 | 1 | 1 | 42 | 21 | +21 | 13 |
| 2  | Mora IK            | 8 | 6 | 0 | 2 | 45 | 27 | +18 | 12 |
| 3  | Nybro IF           | 7 | 3 | 1 | 3 | 25 | 17 | +8  | 7  |
| 4  | IFK/IKS Norrköping | 8 | 2 | 0 | 6 | 33 | 55 | −22 | 4  |
| 5  | Grums IK           | 7 | 1 | 0 | 6 | 20 | 45 | −25 | 2  |